# Vassevaara
Vassevaara är en kulle i Finland.   Den ligger i den ekonomiska regionen  Fjäll-Lappland  och landskapet Lappland, i den norra delen av landet, 900 km norr om huvudstaden Helsingfors. Toppen på Vassevaara är 280 meter över havet.
Terrängen runt Vassevaara är huvudsakligen platt.  Trakten runt Vassevaara är nära nog obefolkad, med mindre än två invånare per kvadratkilometer. Närmaste större samhälle är Levi, 12,8 km söder om Vassevaara. 